# Retrocitomyia retrocita
Retrocitomyia retrocita är en tvåvingeart som först beskrevs av Hall 1933. Retrocitomyia retrocita ingår i släktet Retrocitomyia och familjen köttflugor.
Artens utbredningsområde är Panama. Inga underarter finns listade i Catalogue of Life.